# ホンゴル砂丘

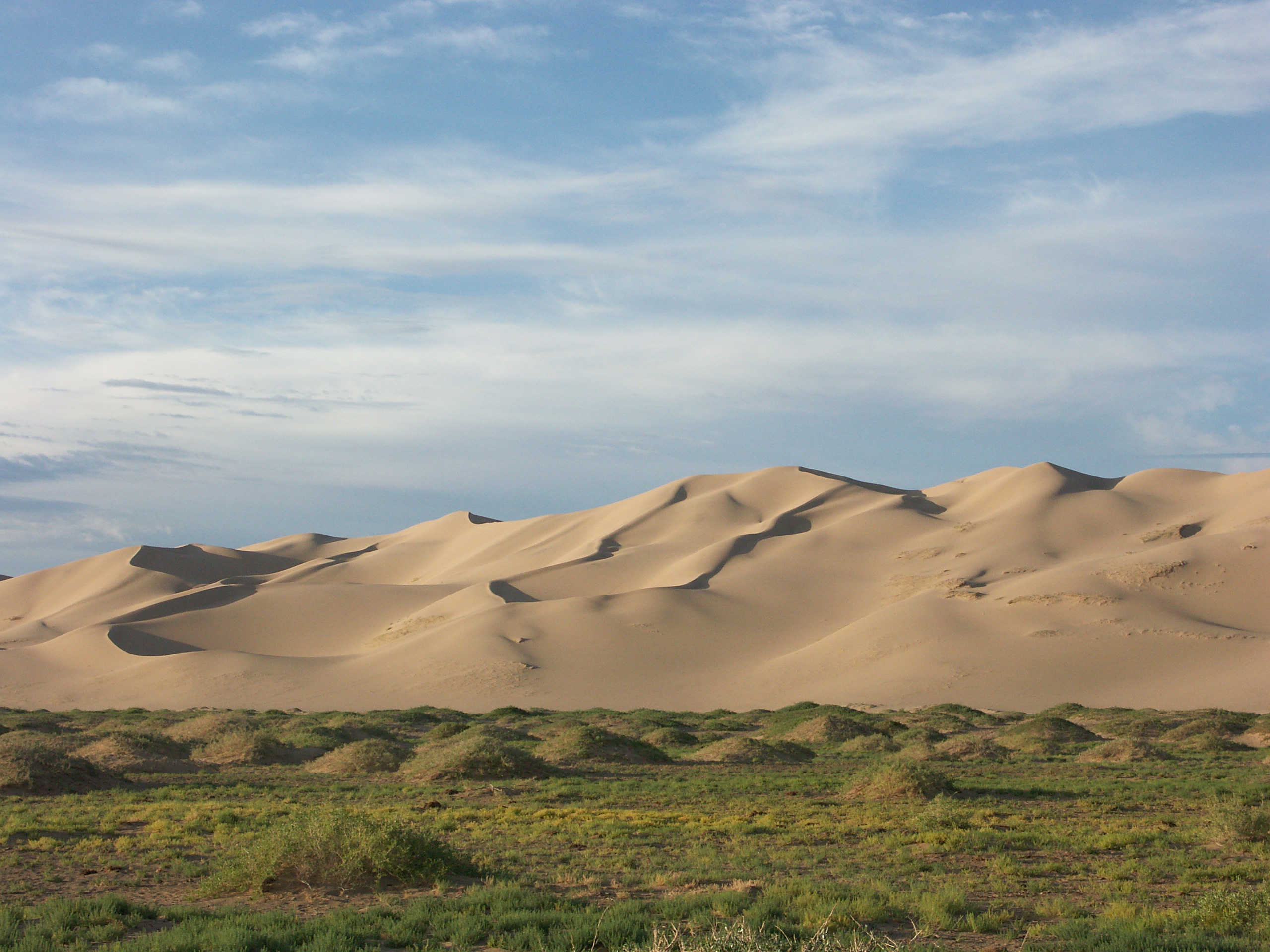
ホンゴル砂丘

ホンゴル砂丘（ホンゴルさきゅう、モンゴル語:Хонгорын элс）はモンゴルの南ゴビ砂漠のゴルバン・サイハン国立公園内にある砂丘。幅約100km、高低差最大約300mでモンゴル国内最大の砂丘である。
砂丘の頂上から、夕日を眺めることができる。また、ラクダでのトレッキングも観光客に人気である。

## 特長
ホンゴル砂丘の特徴は、風が砂の上を吹き抜けたり、砂が崩れたりする際に発生する音。この音は、低い唸り声やハミングのように聞こえ、「歌う砂丘」という愛称が付けられる。この現象は、砂粒同士の摩擦によって引き起こされ、風の強さや砂の動きに応じて音が変化する。
音響的な特徴に加えて、ホンゴル砂丘周辺の風景は対照的な美しさを提供している。砂丘は、遊牧民が住む肥沃なオアシスや、砂丘に沿って流れるホンゴルゴルという川の緑の帯に隣接している。これらの砂丘は、多くのモンゴル人にとって深い文化的・精神的な意味を持っており、古代モンゴルの自然と密接に結びついた世界観の一部となっている。